# Triboluminescence
La triboluminescence est un phénomène optique dans lequel la lumière est engendrée par la cassure de liens asymétriques dans un cristal, quand ce matériau est gratté, cassé ou frotté. C’est une variante de la luminescence ; le terme vient du grec tribein (frotter) et du latin lumen (lumière).
Par exemple, un diamant peut commencer à luire alors qu’il est frotté. Cela arrive occasionnellement aux diamants lorsqu'une face est polie ou coupée pendant le processus de la taille. Les diamants peuvent avoir une fluorescence bleue ou rouge. Aussi quand des cristaux de sucre sont écrasés, de petits champs électriques sont créés, séparant des charges positives et négatives qui provoquent des étincelles pendant qu’on essaye de les réunir. 
Certains bonbons présentent ce phénomène. Les WintOGreen Lifesavers sont particulièrement propices car composés en partie de salicylate de méthyle qui convertit la lumière ultraviolette en lumière visible bleue.

## Mécanisme
Les spécialistes des matériaux ne sont pas encore parvenus à une compréhension totale des mécanismes mis en jeu mais la théorie actuelle de la triboluminescence est que sur la fracture d’un matériau asymétrique les charges électriques sont séparées et que lorsqu'elles se recombinent, un éclair de lumière est émis à cause de l’ionisation de l’air. Le matériau doit être isolant électrique. Cependant il y a des substances qui brisent cette règle, elles ne sont pas dissymétriques et pourtant présentent de la triboluminescence. On pense que ce phénomène est alors dû à la présence d’impuretés dans les échantillons étudiés.
Le phénomène a pu être photographié lors d'une avalanche de neige

## Minéraux présentant le phénomène de triboluminescence
Calcite, dolomite, fluorite, hémimorphite, magnésite, quartz, sphalérite.